# Cardigan (bài hát)
"Cardigan" (cách điệu toàn bộ bằng chữ thường) là một bài hát được thu âm bởi ca sĩ kiêm sáng tác nhạc người Mỹ Taylor Swift từ album phòng thu thứ tám của cô, Folklore (2020). Bài hát được Republic Records gửi tới các đài phát thanh vào ngày 27 tháng 7 năm 2020 với tư cách là đĩa đơn mở đường của album. Swift đã viết bài hát với nhà sản xuất Aaron Dessner. "Cardigan" là một bản ballad dân ca, soft rock và indie-rock chậm. Về mặt ca từ, Swift đã hát về một mối tình êm đềm bị mất đi trong ký ức, từ góc nhìn của một người phụ nữ tên Betty, một trong nhiều nhân vật hư cấu được kể lại trong Folklore.
Sau khi phát hành, "Cardigan" đã nhận được nhiều đánh giá tích cực của giới phê bình, với những lời khen ngợi về sáng tác thơ mộng. Bài hát đã ra mắt ở vị trí số một trên bảng xếp hạng các bài hát Spotify toàn cầu, nhận được hơn 7.742 triệu lượt stream, thu về ngày mở màn lớn nhất cho một bài hát vào năm 2020 cho đến khi bị "Dynamite" của BTS vượt qua. Một video âm nhạc đi kèm cho bài hát — do Swift viết, đạo diễn và tạo kiểu — đã được phát hành cùng với việc ra mắt album. Phiên bản acoustic của bài hát, mang tên "Cabin in Candlelight", được phát hành vào ngày 30 tháng 7 năm 2020.
Với sự ra mắt tại vị trí quán quân Billboard Hot 100, nó trở thành đĩa đơn quán quân thứ sáu của Swift tại Hoa Kỳ. Cùng với Folklore ra mắt ở vị trí số một trên Billboard 200 trong cùng tuần, Swift trở thành nghệ sĩ đầu tiên đứng đầu Hot 100 và Billboard 200 cùng một lúc. Bài hát tiếp tục đứng đầu bảng xếp hạng Billboard Hot Alternative Songs, Hot Rock &amp; Alternative Songs, Streaming Songs và Digital Song Sales, đưa Swift trở thành nghệ sĩ đầu tiên trong lịch sử giành được 20 vị trí đầu bảng xếp hạng. "Cardigan" cũng đứng đầu bảng xếp hạng ở Úc và lọt vào top 10 ở Bỉ, Canada, Ireland, Malaysia, New Zealand, Singapore và Vương quốc Anh.

## Xếp hạng
| Bảng xếp hạng (2020)                   | Vị trí cao nhất |
| -------------------------------------- | --------------- |
| Úc (ARIA)                              | 1               |
| Áo (Ö3 Austria Top 40)                 | 46              |
| Bỉ (Ultratip Flanders)                 | 2               |
| Bỉ (Ultratip Wallonia)                 | 28              |
| Canada (Canadian Hot 100)              | 3               |
| Canada AC (Billboard)                  | 29              |
| Canada CHR/Top 40 (Billboard)          | 32              |
| Canada Hot AC (Billboard)              | 18              |
| Cộng hòa Séc (Singles Digitál Top 100) | 29              |
| Đan Mạch (Tracklisten)                 | 19              |
| Estonia (Eesti Tipp-40)                | 15              |
| Pháp (SNEP)                            | 138             |
| Đức (GfK)                              | 67              |
| Guatemala Anglo (Monitor Latino)       | 7               |
| Hungary (Stream Top 40)                | 29              |
| Ireland (IRMA)                         | 4               |
| Nhật Bản (Japan Hot 100)               | 94              |
| Lithuania (AGATA)                      | 17              |
| Malaysia (RIM)                         | 2               |
| Hà Lan (Single Top 100)                | 57              |
| New Zealand (Recorded Music NZ)        | 2               |
| Na Uy (VG-lista)                       | 27              |
| Panama Anglo (Monitor Latino)          | 17              |
| Bồ Đào Nha (AFP)                       | 21              |
| Scotland (OCC)                         | 16              |
| Singapore (RIAS)                       | 2               |
| Slovakia (Singles Digitál Top 100)     | 45              |
| Spain (PROMUSICAE)                     | 66              |
| Thụy Điển (Sverigetopplistan)          | 31              |
| Thụy Sĩ (Schweizer Hitparade)          | 51              |
| Anh Quốc (OCC)                         | 6               |
| Hoa Kỳ Billboard Hot 100               | 1               |
| Hoa Kỳ Adult Contemporary (Billboard)  | 17              |
| Hoa Kỳ Adult Pop Airplay (Billboard)   | 13              |
| Hoa Kỳ Pop Airplay (Billboard)         | 18              |
| Hoa Kỳ Hot Rock Songs (Billboard)      | 1               |
| US Rolling Stone Top 100               | 1               |

## Lịch sử phát hành
| Quốc gia       | Ngày                | Định dạng                           | Phiên bản              | Hãng đĩa  | Ng.           |
| -------------- | ------------------- | ----------------------------------- | ---------------------- | --------- | ------------- |
| Đa lãnh thổ    | 24 tháng 7 năm 2020 | Digital download streaming          | Nguyên bản             | Republic  | [ 38 ]        |
| Đa lãnh thổ    | 27 tháng 7 năm 2020 | CD vinyl                            | Nguyên bản             | Republic  | [ 39 ]        |
| Ý              | 27 tháng 7 năm 2020 | Contemporary hit radio              | Nguyên bản             | Universal | [ 40 ]        |
| Hoa Kỳ         | 27 tháng 7 năm 2020 | Hot adult contemporary              | Nguyên bản             | Republic  | [ 41 ]        |
| Hoa Kỳ         | 28 tháng 7 năm 2020 | Contemporary hit radio              | Nguyên bản             | Republic  | [ 42 ]        |
| Đa lãnh thổ    | 30 tháng 7 năm 2020 | Digital download streaming CD vinyl | "Cabin in Candlelight" | Republic  | [ 43 ] [ 44 ] |
| Vương quốc Anh | 31 tháng 7 năm 2020 | Contemporary hit radio              | Nguyên bản             | Republic  | [ 45 ]        |
| Vương quốc Anh | 15 tháng 8 năm 2020 | Adult contemporary radio            | Nguyên bản             | Republic  | [ 46 ]        |